# Hyposmocoma neckerensis
Hyposmocoma neckerensis là một loài bướm đêm thuộc họ Cosmopterigidae. Nó là loài đặc hữu của Necker Island và Gardner Island.